# Mlékárna

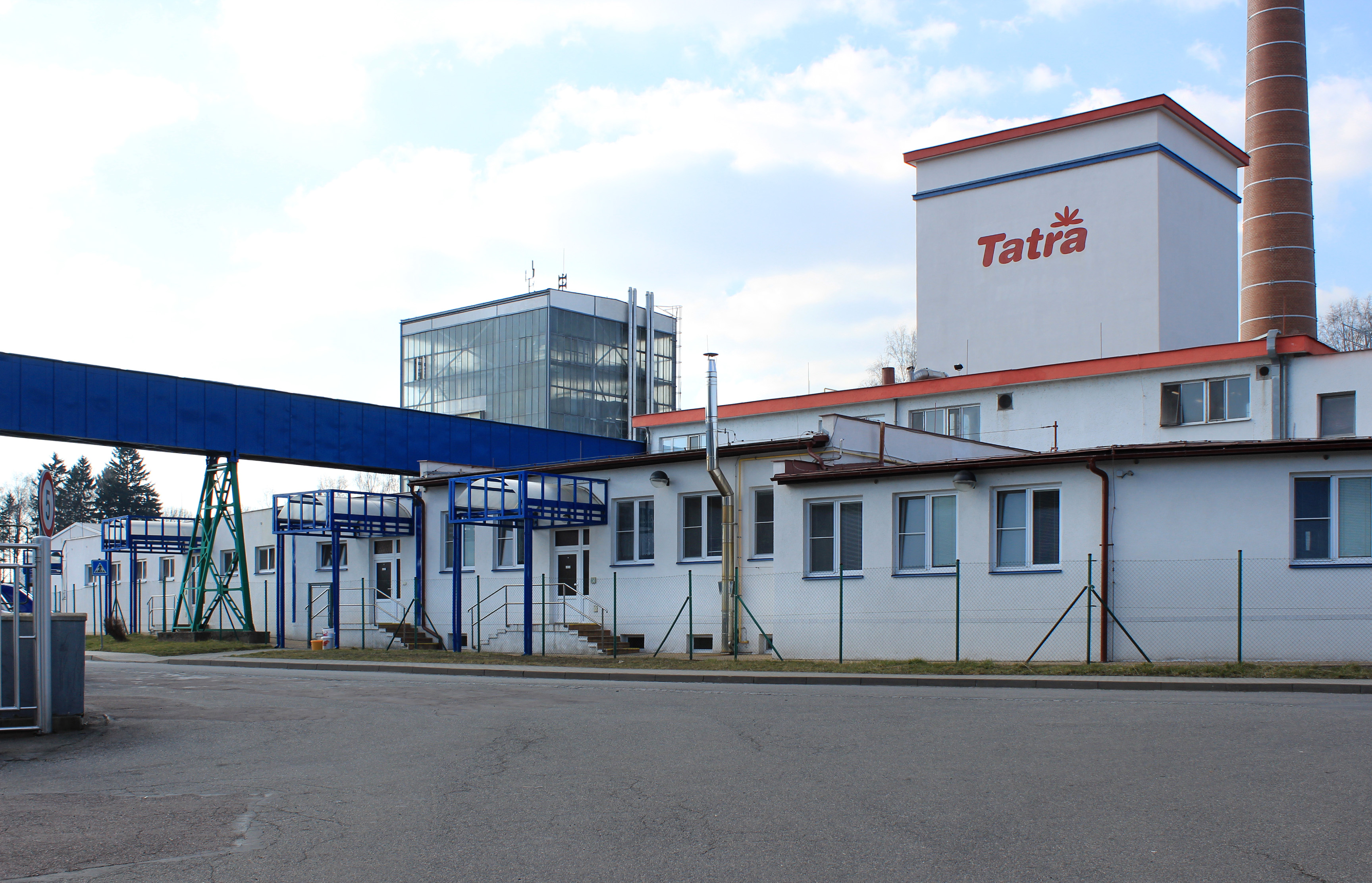
Mlékárna v Hlinsku

Mlékárna je podnik zabývající se zpracováním nejčastěji kravského mléka, existují však i mlékárny zpracovávající ovčí, kozí, buvolí či velbloudí mléko. Dříve se mlékárnami nazývaly též obchody specializované na prodej mléka rozlévaného z konví do bandasek.

## Proces výroby

### Získávání mléka
Na farmách jsou v pro dojení stanoveny velmi přísné hygienické standardy. Mléko nesmí pocházet od dojnic do pěti dnů po otelení (nesmí být přítomno mlezivo) ani od krav dojících méně než dva litry denně (jedna kráva denně vyprodukuje průměrně 22 litrů mléka). Zvířata musí být samozřejmě zdravá a bez viditelného poškození vemene. Všechno mléko vyprodukované kravami musí být ihned zbaveno nečistot pocházejících většinou ze vzduchu, steliva, krmiva nebo těla zvířat. Obvykle se provádí filtrace, u menšího množství je možné také mléko scedit. Mléko má ihned po dojení teplotu přibližně 33 °C, je ho tedy nutno zchladit v tancích na mléko na teplotu 8 °C při každodenní přepravě do mlékárny nebo na 6 °C při nepravidelném odvozu. Tanky jsou umístěny v mléčnici.

### Přeprava
Cisternami se přiveze ochlazené mléko z přilehlých farem do samotné mlékárny, kde probíhá jeho další zpracování. Kontroluje se teplota, kyselost i smyslové vlastnosti mléka, již před smícháním je produkt testován na přítomnost reziduí inhibičních a pesticidních látek. Cisterny musí být řádně označeny a jejich objem bývá od 8 000 do 22 000 litrů.

### Zpracování

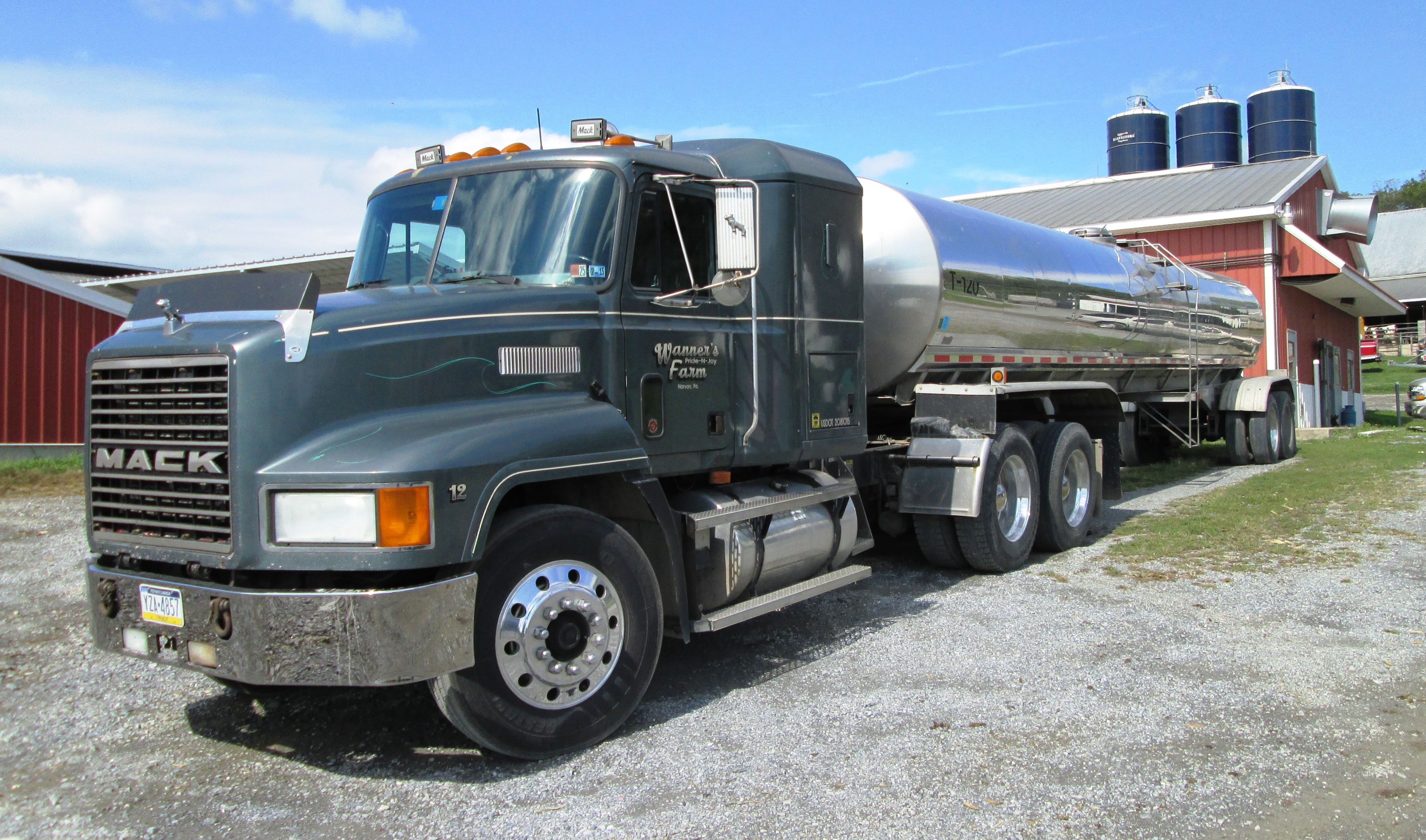
Cisterna na mléko

#### Filtrace a odstředění
Ačkoli je mléko čištěno již na farmách, v mlékárně se provádí jeho další filtrování od nečistot, a to hned dvakrát. Nejprve při samotném příjmu a pak během odstřeďování na odstřeďujících přístrojích (odstředivky). Odstředivky jsou běžně součástí pastéru, neboť ideální teplota k tomuto procesu činí 40 – 50 °C a mléko se musí tedy nechat předehřát. Odstředivou silou je z kapaliny odděleno těžší odstředěné mléko a lehčí mléčný tuk se ve formě smetany soustřeďuje ve středu bubnu (obsah tuku přibližně 40 %). Nejtěžšími látkami jsou nečistoty, které zůstávají na stěně bubnu jako kal.
Od této chvíle se zpracovává mléko a smetana odděleně.

#### Pasterace

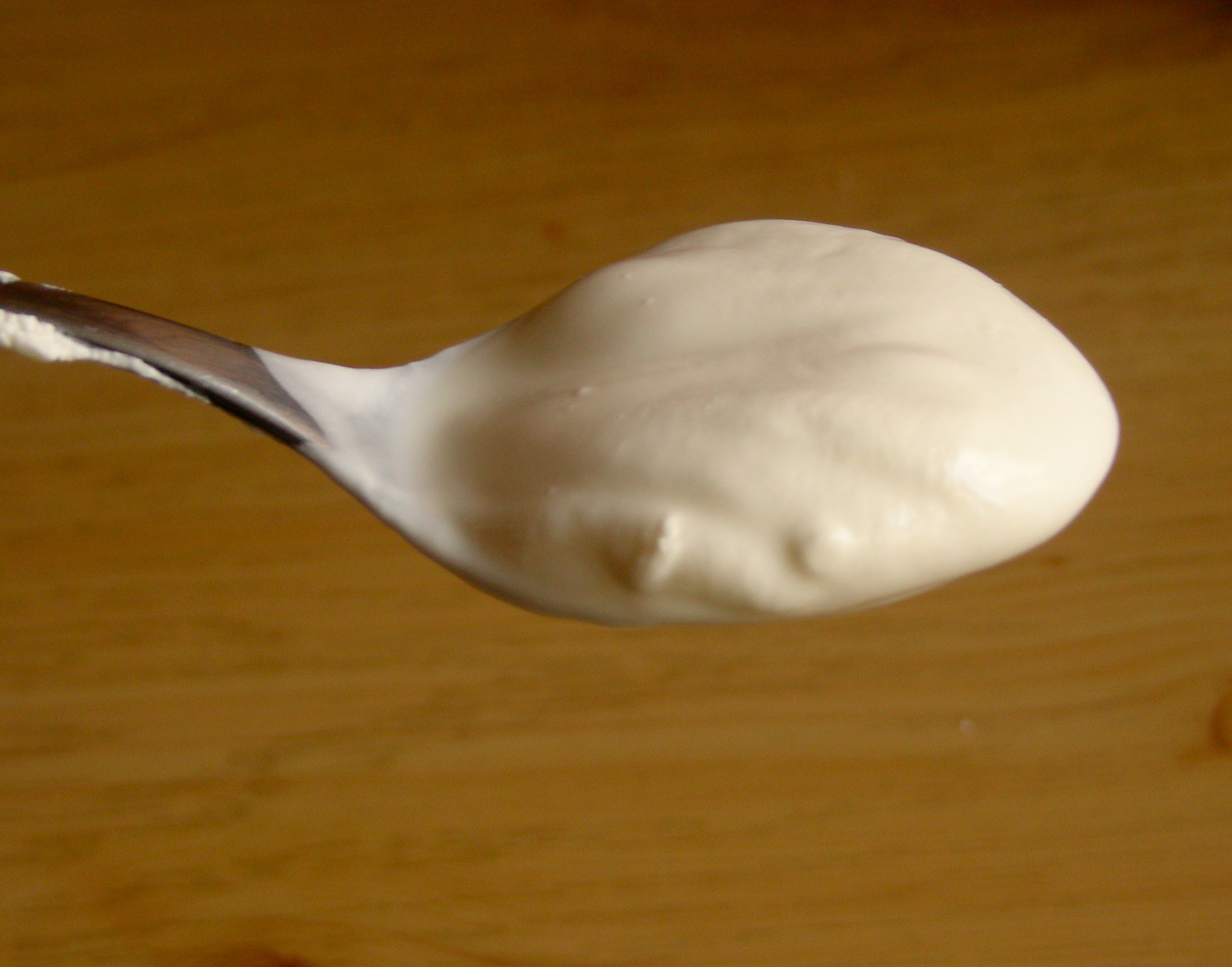
Lžíce smetany

Mléko následně podlehne pasteraci – vystavení zvýšené teplotě zneškodní veškeré patogenní mikroorganismy (u mléka nejčastěji zahřátí minimálně na teplotu 72 °C po dobu 15 s). Častá je také vysokoteplotní úprava (UHT) – vystavení teplotě 135 °C po dobu 1–2 sekundy, mléko má poté delší dobu trvanlivosti. Pasterace nejčastěji probíhá v deskovém výměníku, který využívá k ohřívání i chlazení vzájemnou tepelnou výměnu.
U smetany je potřeba dosáhnout při pasteraci o něco vyšší teploty zejména kvůli horšímu vedení tepla v tuku a častým kumulacím mikroorganismů na povrchu tukových kuliček. (90–110 °C po dobu 2–10 s).

#### Deaerace (odvětrávání)
Mléko i smetana se dále nechá deaerovat. Rozstříkne se do komory s vakuem, čímž se odstraní značná část rozpuštěného vzduchu. Dojde taktéž k redukci rizika oxidace tuku. Vypaří se také část vody a těkavých zapáchajících látek, což je dalším přínosem této metody. 

#### Standardizace
Odstředěnému mléku má výrobce možnost v této části výroby dodat část tuku ze smetany, aby upravil jeho požadovaný podíl ve výsledném produktu.

#### Homogenizace
Až homogenizace dodá mléku potřebnou barvu a konzistenci. Z původně nestejnorodé látky (částečky tuku ve vodě) se rozbitím tukových kapiček vytvoří nasáváním vysokou rychlostí přes úzký otvor konzistentně stálá kapalina.

#### Další úprava
Z mléka nebo smetany je dále možno zpracovávat velké množství dalších produktů. Mezi ně patří:
- Zahuštěné (kondenzované) mléko či smetana – vzniká odpařováním vody z původních produktů (26–35 % sušiny) [5]
- Sušené mléko či smetana – vznik odpařováním vody (95–98 % sušiny) [6]
- Máslo – mléčný tuk ve formě emulze vody v tuku (min. 80 % tuku) [7]
- Podmáslí – vedlejší produkt při výrobě másla (0,1–0,4 % tuku)
- Sýry – produkt po vysrážení mléka syřidlem
- Tvaroh – produkt srážení mléčné bílkoviny – kaseinu
- Syrovátka – vedlejší produkt po vysrážení tvarohu

Přidáním bakterií mléčného kvašení vznikají
- Jogurty
- Zakysané mléčné výrobky (např. smetana)
- Kefírová mléka
- Acidofilní mléka

A mnohé další finální produkty.

## Mlékárny v Česku

### Historie
Mlékárny vznikaly v 19. století při hromadné migraci venkovského obyvatelstva za prací do měst a navázaly tak na provoz již dříve zakládaných sýráren. Dříve byla výroba těchto pochutin pouze domácí záležitostí. Významným krokem k hromadnému zpracovávání mléka bylo vynalezení odstředivky A. Lavalem. První parní mlékárna v Českých zemích vznikla v Hostivici u Prahy v 70. letech 19. století, první družstevní mlékárnu založili o pár let později občané v Brně.Kolem roku 1900 již existovalo přes 85 mlékárenských družstev. Mléko se rozlévalo do jednotlivých domácností z konví, až objev tepelné sterilizace Louisem Pasteurem přinesl rozvoj mléka ve skleněných lahvích. Velkou ranou pro mlékárny se stala 1. světová válka, během níž trpělo mnoho zvířat podvýživou, nebo onemocnělo slintavkou či kulhavkou. Přes 140 mlékáren ukončilo během válčení svou činnost. Další šok představovala 2. světová válka, po jejíž trvání měli veškerou zemědělskou výrobu v rukách němečtí okupanti. Tehdejší výrobky se vyznačovaly velmi nízkým obsahem tuku a sušiny. Po únorovém převratu došlo k nucené kolektivizaci mlékáren. Podniky byly koncentrovány do větších zařízení a mlékárenství mělo jednotnou organizační základnu. Zejména na ochranu kvalitu sýrů byly vydány nové normy a z této doby pochází i mnohé jejich české názvy. V roce 1958 bylo ustanoveno 17 krajských podniků, z nichž si např. pražský Pragolaktos nebo olomoucká Olma udržely své postavení dodnes. Po revoluci roku 1989 se většina podniků roztříštila na menší části (výjimku tvořily Jihočeské mlékárny – dnes Madeta a.s.). Novou kapitolu pro většinu mlékáren započalo Česko vstupem do EU roku 2004. Mlékárenská výroba musela splňovat přísnější hygienické podmínky a uspět v konkurenci jiných evropských zpracovávatelů mléka. 
Největšími mlékárnami podle obratu za rok 2014 jsou:
1. Madeta (5,2 miliardy Kč)
2. Müller – Pragolaktos (4,4 miliardy Kč)
3. Lactalis – Mlékárny Kunín (3,4 miliardy Kč)
4. Olma (3,3 miliardy Kč)
5. Mlékárna Hlinsko (2,6 miliardy Kč).

### Rozmístění
V Česku je mlékárenská výroba rozmístěna rovnoměrně na celém území. Pouze v Libereckém kraji chybí od roku 2011 větší podnik, mléko se tak musí vyvážet do sousedních krajů či do zahraničí.